# Jánoshalma
Jánoshalma (en croata: Jankovac) es una ciudad del condado de Bács-Kiskun, en el sur de Hungría . En 2024, tenía una población de 7 997 habitantes.

## Ciudades hermanadas
Jánoshalma está hermanada con: 
- Nawojowa, Polonia
- Srbobran, Serbia
- Temerin, Serbia
- Corund, Rumanía
- Băile Tușnad, Rumanía
- Rafaynove, Ucrania
- Mirebeau, Francia